# أكيتا شوتين
أكيتا شوتين (باليابانية: 株式会社秋田書店) هي شركة نشر يابانية تأسست في 10 أغسطس 1948 في تشيودا (طوكيو). تستهدف فئة المراهقين (شوجو وشونن)، وأكثر منشورتها تكون مانغا.

## مانغا من نشرها
- لعبة داروين
- نسور الفضاء
- جريندايزر
- سانشيرو
- ليدي
- باكي الخطاف
- إس-كري-إد
- دينشا أوتوكو
- سيكون نو كويسر
- بلاك جاك (مانغا)
- كوكون

## وصلات خارجية
- أكيتا شوتين على موقع ANN company (الإنجليزية)

- الموقع الرسمي